# Хоск, Эльза
Эльза Анна Софи Хоск (швед. Elsa Anna Sofie Hosk; род. 7 ноября 1988 года, Швеция) — шведская модель. С 2015 года — одна из «ангелов» Victoria’s Secret. Работала с такими брендами, как Dior, Dolce & Gabbana, Ungaro, H&M, Anna Sui, Lilly Pulitzer и Guess.

## Биография и карьера
Хоск родилась в Стокгольме, Швеция в семье Пола и Марьи Хоск. Ее мать имеет финское происхождение. У нее также есть два брата. Ее кузина, Алиса Хербст, тоже является моделью. Хербст выиграла телевизионный конкурс Sweden's Next Top Model в 2012 году.
Хоск была замечена после того, как отец разослал ее фотографии в некоторые агентства Швеции.
Снималась в рекламе для: ACO, Aerie, Bik Bok, Boomerang, Casall, Country Road, Dagmar, Fornarina, Garage, Gemma, Guess, H&M Divided, House of Dagmar, Ichi, Indiska, Lancaster, Levi’s, Limité, Maxstudio, Oriflame, Rodebjer, Tiger of Sweden, Vagabond, Sandra Backlund, Schutz.
Украсила обложки журналов Elle, Cosmopolitan, Damernas Värld ,Plaza Magazine.
Участвовала в показах Christian Dior, Giambattista Valli, Guy Laroche, John Galliano (коллекции прет-а-порте, осень-зима 2005 года); Altuzarra, Versace, Balmain, Moschino, Blumarine,Valentino, Carolina Herrera, Dolce&Gabbana, Escada, Les Copains, N°21, Oscar De La Renta, Sass & Bide, Simonetta Ravizza, Thomas Tait (коллекции прет-а-порте, весна-лето 2012 года), а также Victoria’s Secret Fashion Show (2011 год).
Хоск занимает 15-е место в списке самых сексуальных моделей по версии models.com. Она открыла показ мод Victoria's Secret в 2016 году и надела наряд Swarovski в 2017 году. Она была выбрана для демонстрации фантазийного бюстгальтера Dream Angels на показе мод Victoria's Secret 2018, проходившем в Нью-Йорке 8 ноября 2018 года. Бюстгальтер стоимостью 1 миллион долларов был разработан ателье Swarovski и вручную украшен 2100 бриллиантами.

## Личная жизнь
С начала 2015 года Хоск находится в отношениях с британским бизнесменом Томом Дейли. 29 сентября 2020 года она сообщила, что они ждут первенца. 11 февраля 2021 года родила дочь, имя девочки — Тууликки Джоан Дейли.

## Факты
- Хобби — баскетбол
- Эльза снималась в клипе Дарина «Who’s that girl»
- У Эльзы есть старший брат Йохан (Johan) и младший брат Лукас (Lukas)

## Агентства
- Mikas — Stockholm,
- Modelwerk,
- View Management,
- IMG Models — New York,
- IMG Models — Paris,
- IMG Models — London,
- IMG Models — Milan.